# Microrégion de Senhor do Bonfim
 (février 2025).
Si vous disposez d'ouvrages ou d'articles de référence ou si vous connaissez des sites web de qualité traitant du thème abordé ici, merci de compléter l'article en donnant les références utiles à sa vérifiabilité et en les liant à la section « Notes et références ».
La microrégion de Senhor do Bonfim est l'une des cinq microrégions qui subdivisent le centre-nord de l'État de Bahia au Brésil.
Elle comporte 9 municipalités qui regroupaient 254 908 habitants en 2006 pour une superficie totale de 16 349 km2.

## Municipalités[1]
- Andorinha
- Antônio Gonçalves
- Campo Formoso
- Filadélfia
- Itiúba
- Jaguarari
- Pindobaçu
- Senhor do Bonfim
- Umburanas